# Margreet Honig
Margreet Honig (1938) is een Nederlandse sopraan en zangpedagoge. Ze geeft regelmatig masterclasses. Vele bekende Nederlandse maar ook buitenlandse zangers hebben les bij haar gehad of hebben anno 2019 nog steeds regelmatig les bij haar.

## Carrière
Margreet Honig studeerde zang aan het conservatorium van Amsterdam bij Annie Hermes en Corrie Bijster. Na het conservatorium ging ze naar de Verenigde Staten voor verdere studie. Ze specialiseerde zich onder leiding van Pierre Bernac in het Franse liedrepertoire.
Met de pianist Rudolf Jansen heeft ze vele recitals gegeven.
Sinds de jaren 90 heeft ze zich meer toegelegd op zangpedagogiek, aan het Rotterdams conservatorium en de Sweelinck Academie in Amsterdam. Ook geeft ze masterclasses in Europa en de Verenigde Staten. Vele bekende zangers, onder wie Maria Riccarda Wesseling, Maarten Koningsberger, Magdalena Kožená, Vasiljka Jezovšek, Henk Neven en Thomas Oliemans hadden les van haar en komen regelmatig bij haar terug om op hoog niveau te kunnen blijven presteren.

## Margreet Honig Foundation
In mei 2018 Is de Margreet Honig Foundation opgericht, die zich ten doel stelt de zangpedagogiek van Margreet Honig te verspreiden en te behouden voor de toekomst.